# حلبة الجمباز الوطنية
حلبة الجمباز الوطنية هي حلبة تقع في مدينة باكو، أذربيجان تستخدم غالبا لرياضة الجمباز، تم افتتاح الصالة في أبريل 2014.